# Sucker Punch
Sucker Punch és una pel·lícula estatunidenca d'acció i fantasia escrita per Steve Shibuya i Zack Snyder. Es va estrenar l'any 2011 i va ser dirigida per Zack Snyder, la seva primera pel·lícula amb una història pròpia.
La pel·lícula compta amb un repartiment coral format per les actrius Emily Browning, Abbie Cornish, Jena Malone, Vanessa Hudgens i Jamie Chung. La pel·lícula segueix la història d'una jove a la dècada de 1950 a punt de ser lobotomitzada i el seu intent d'escapar d'un hospital psiquiàtric juntament amb les seves companyes.
Sucker Punch opera en tres nivells: primer una realitat, després una realitat subterrània on la sala de psiquiatria és un estrany bordell, i per acabar, un nivell format per un món de somni on tenen lloc seqüències d'acció fora del temps i espai. Zack Snyder va dir que la pel·lícula és una crítica al sexisme de la cultura geek i a la conversió de les dones en mers objectes.

## Argument
Arran de la mort de la seva mare i, més tard, de la seva germana en un tràgic incident, la Baby Doll (Emily Browning), una noia de 20 anys, és internada en una institució per a malalts mentals. Amb l'objectiu d'ocultar els fets, el seu padrastre suborna en Blue (Oscar Isaac), un dels interns, perquè falsifiqui la firma de la doctora Gorski (Carla Gugino) i li practiquin una lobotomia. La noia, per a suportar la crua realitat del centre, es crea un món irreal i alhora fantàstic on ha de trobar, amb l'ajuda de les seves companyes, l'Amber (Jamies Chung), la Blondie (Vanessa Hudgens), la Rockera (Jena Malone) i la germana de la Rocket, l'estrella del xou, Sweet Pea (Abbie Cornish) cinc objectes per a aconseguir la llibertat. La realitat alternativa de la Baby Doll converteix el manicomi en un bordell, i la recerca dels objectes en una guerra ambientada en un món futurista. Baby Doll, tancada contra la seva voluntat, no perd les ganes de sobreviure, de lluitar per la seva llibertat.
Una pel·lícula lliure, una filigrana operística i excessiva, una barreja de videojoc d'última generació, burlesca, amb barreja d'animació oriental, rock alternatiu i còmic.

## Repartiment
- Emily Browning com la Babydoll.
- Abbie Cornish com la Sweet Pea.
- Jena Malone com la Rocket.
- Vanessa Hudgens com la Blondie.
- Jamie Chung com l'Amber.
- Carla Gugino com la Dra. Veran Gorski/Madame Gorski.
- Scott Glenn com L'home savi/el General/el conductor de l'autobús.
- Oscar Isaac com en Blue Jones.
- Jon Hamm com el Doctor/El Gran Apostador.